# Reino de Nicoya
```
   |-
       |
Erro:
:  
valor não especificado para "
nome_comum
"
```

Reino de Nicoya, Cacicado de Nicoya ou Senhorio de Nicoya foi um reino pré-colombiano localizado na costa pacifica da atual Guanacaste, Costa Rica. Seu centro político, econômico e religioso foi a cidade de Nicoya, localizada na península homônima. Foi um importante centro administrativo e econômico da Mesoamérica, além de um dos estados mais poderosos da região, cobrando tributos de outros estados ou aldeias menores. Atualmente muitos artefatos utilizados no reino como amuletos, acessórios religiosos ou colares eram feitos de ouro e jade, tendo também uma rica cerâmica que influenciou os acessórios de outras culturas. 
O reino era governado por uma monarquia tributária, onde o soberano (Mánkeme) cobrava impostos de chefes locais e era auxiliado por conselho de anciãos (Monéxico). Os líderes vassalos deviam ouro, alimentos ou escravos para a capital, desde onde governava o soberano. Os principais cacicados vassalos do rei eram; Diriá, Cagén, Paro, Nicopassaya e Nandaroya (Território dos atuais cantões costa-riquenhos de Santa Cruz e Nandayure). 
O reino foi conquistado em 1524 pelos espanhóis liderados por Gil González Dávila. Atualmente compreende a região de Guanacaste, na Costa Rica. 